# دائرة عين فكان
دائرة عين فكان هي إحدى دوائر ولاية معسكر الجزائرية.